# Verbascum pallidiflorum
Verbascum pallidiflorum är en flenörtsväxtart som beskrevs av Hub.-mor.. Verbascum pallidiflorum ingår i släktet kungsljus, och familjen flenörtsväxter. Inga underarter finns listade i Catalogue of Life.